# Ralph Gibson
Ralph Gibson (Los Angeles, 16 gennaio 1939) è un fotografo statunitense.

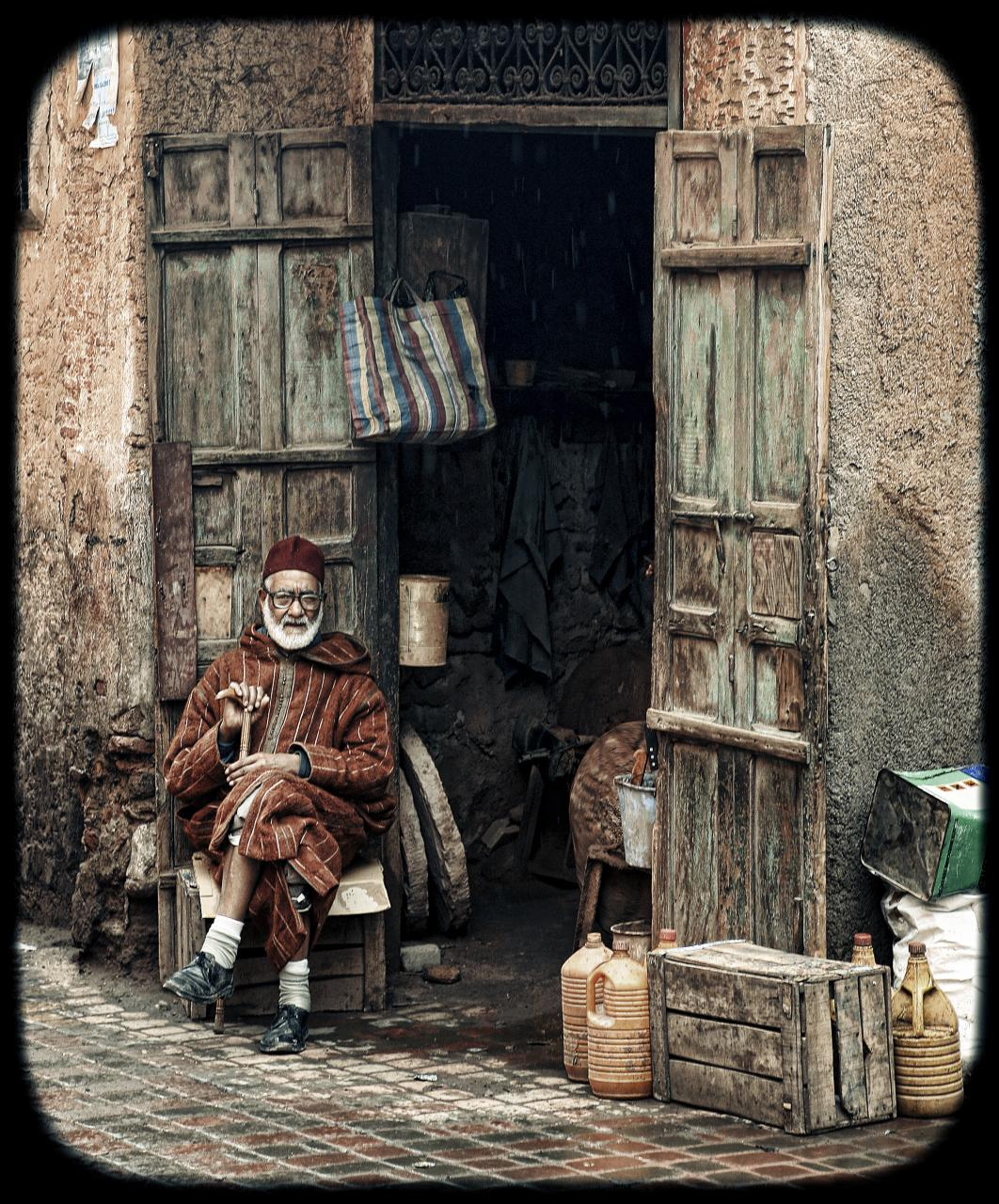
It felt as if one’s entire world was one, long Sunday afternoon. Nothing to do. Nowhere to go. --Ralph Gibson

Operatore cinematografico dal 1967 al 1969 con Robert Frank, in quell'anno si trasferì a New York. Nel 1966 pubblicò il libro fotografico La striscia, che riscosse un immediato successo.
A quello seguirono Il sonnambulo (1970) e Déja-vu (1973), di tematica surrealista.
Successivamente pubblicò altri 7 libri fotografici.